# Escape Room: Tournament of Champions
Escape Room: Tournament of Champions (titulada Escape Room 2: Reto mortal en Hispanoamérica y Escape Room 2: Mueres por salir en España) es una película de terror psicológico estadounidense de 2021 dirigida por Adam Robitel y escrita por Will Honley, Maria Melnik, Daniel Tuch y Oren Uziel. Es una secuela de Escape Room de 2019, protagonizada por Taylor Russell, Logan Miller y Deborah Ann Woll repitiendo sus papeles de la primera película, junto a los nuevos miembros del reparto Indya Moore, Holland Roden, Thomas Cocquerel y Carlito Olivero, y sigue a un grupo de seis personas que intentan sobrevivir a una nueva serie de salas de escape más mortales. Además,  la película tiene dos finales totalmente diferentes que cambian el rumbo de la historia.
Después de que la primera película se convirtiera en un éxito sorpresa en 2019, Columbia Pictures aprobó una secuela. Robitel regresó como directora con Schut escribiendo el guion, y Russell y Miller retomando sus papeles junto con la incorporación de nuevos miembros del reparto. El rodaje tuvo lugar en Ciudad del Cabo, Sudáfrica, de noviembre de 2019 a enero de 2020, con un rodaje adicional en enero de 2021.
Escape Room: Tournament of Champions se estrenó en cines en Australia el 1 de julio de 2021 y en los Estados Unidos el 16 de julio por Sony Pictures Releasing, luego de varios retrasos debido a la pandemia de COVID-19.

## Argumento
Después de escapar de las salas de escape de "único superviviente" orquestadas por la Corporación Minos, Zoey y Ben deciden enfrentarse a la sombría organización tras encontrar las coordenadas de su sede en Nueva York. Su terapeuta anima a Zoey a superar su trauma y su aerofobia, pero ella opta por conducir con Ben en lugar de volar.
La pareja encuentra la sede abandonada y es abordada por un vagabundo que roba el collar de Zoey. Ella y Ben la persiguen directamente en el tren subterráneo Q. Su vagón se separa del resto del tren y es redirigido a una estación remota, sellando a Zoey, Ben y otros pasajeros Rachel, Brianna, Nathan y Theo dentro. Cuando los pasajeros se dan cuenta con horror de que están de nuevo en el juego mortal de Minos, el tren se electrifica. Zoey y Ben se enteran de que los demás son los "ganadores" de las anteriores salas de escape, ya que han sobrevivido a ellas. Para escapar, el grupo debe recoger fichas de metro a medida que aumenta la electrificación. Theo es asesinado mientras el resto escapa. Nathan revela que su grupo de la sala de escape eran todos sacerdotes, el de Brianna eran todos influenciadores y el de Rachel consistía en personas que no pueden sentir dolor físico.
La siguiente sala es un banco con una cámara acorazada que se cierra lentamente y un sistema de seguridad láser mortal. El grupo consigue descifrar la compleja ruta para sortear los láseres y escapar con apenas unos segundos de margen. Mientras está en la sala, Zoey se queda perpleja por las frecuentes referencias a alguien llamado Sonya y porque las salas de escape no tienen ninguna conexión aparente con el grupo, a diferencia de lo que ocurría antes.
La siguiente sala es una playa de postal con más referencias a Sonya. Descubren que la playa está cubierta de arenas movedizas. Nathan se sacrifica para salvar a Rachel y es tragado por la arena. Zoey sube en un faro y encuentra una ruta alternativa para salir justo cuando Brianna desbloquea la salida prevista. Se produce una discusión sobre qué ruta tomar; Rachel y Ben se ponen del lado de Zoey. Brianna escapa por la salida principal mientras Rachel y Zoey se dirigen a la ruta alternativa. Ben cae en las arenas movedizas, y todas creen que él murió.
Zoey y Rachel se abren paso a través de una alcantarilla para volver a la ciudad. Al principio se alegran de estar fuera, pero rápidamente se dan cuenta de que siguen en el juego cuando se encuentran con una Brianna aterrorizada. Si no consiguen salir de esta sala, la lluvia ácida es rociada periódicamente sobre ellas. El grupo abre un taxi para escapar, pero una vez que Zoey entra, el taxi bloquea a Rachel y Brianna. Zoey cae en la siguiente sala mientras la lluvia asesina y disuelve a Rachel y a Brianna.
La siguiente habitación es el dormitorio de un niño que contiene un diario de Sonya, que revela que las habitaciones están basadas en un día divertido que tuvo con su madre. Zoey descubre que la madre de Sonya es Amanda Harper, quien sobrevivió a su caída en su sala de escape original y se vio obligada a diseñar salas de escape para Minos después de que secuestraran a su hija. Amanda aparece y le ruega a Zoey que se convierta en la próxima creadora de rompecabezas para Minos, advirtiéndole que no tiene otra opción. Se revela que Ben está atrapado en una jaula. Cuando Zoey se niega a la demanda de Minos, la jaula de Ben comienza a llenarse de agua, pero Zoey y Amanda trabajan juntas para liberarlo. Se las arreglan para escapar, huyendo de la instalación. Informan de sus hallazgos a la policía, que recupera los cuerpos de Rachel, Brianna, Nathan y Theo; la noticia sobre Minos se hace pública. Un agente del FBI le asegura a Zoey que Minos será rastreado.
Llena de confianza, Zoey decide tomar un avión para volver a casa con Ben. A bordo, ve a una mujer que se parece a su terapeuta y luego se da cuenta de que está en otra sala de escape. La voz distorsionada del líder de Minos se burla de Zoey y Ben por caer en su última trampa mientras el avión comienza a caer y el gas llena la cabina. Parece que esto no acaba más que empezar.

## Reparto

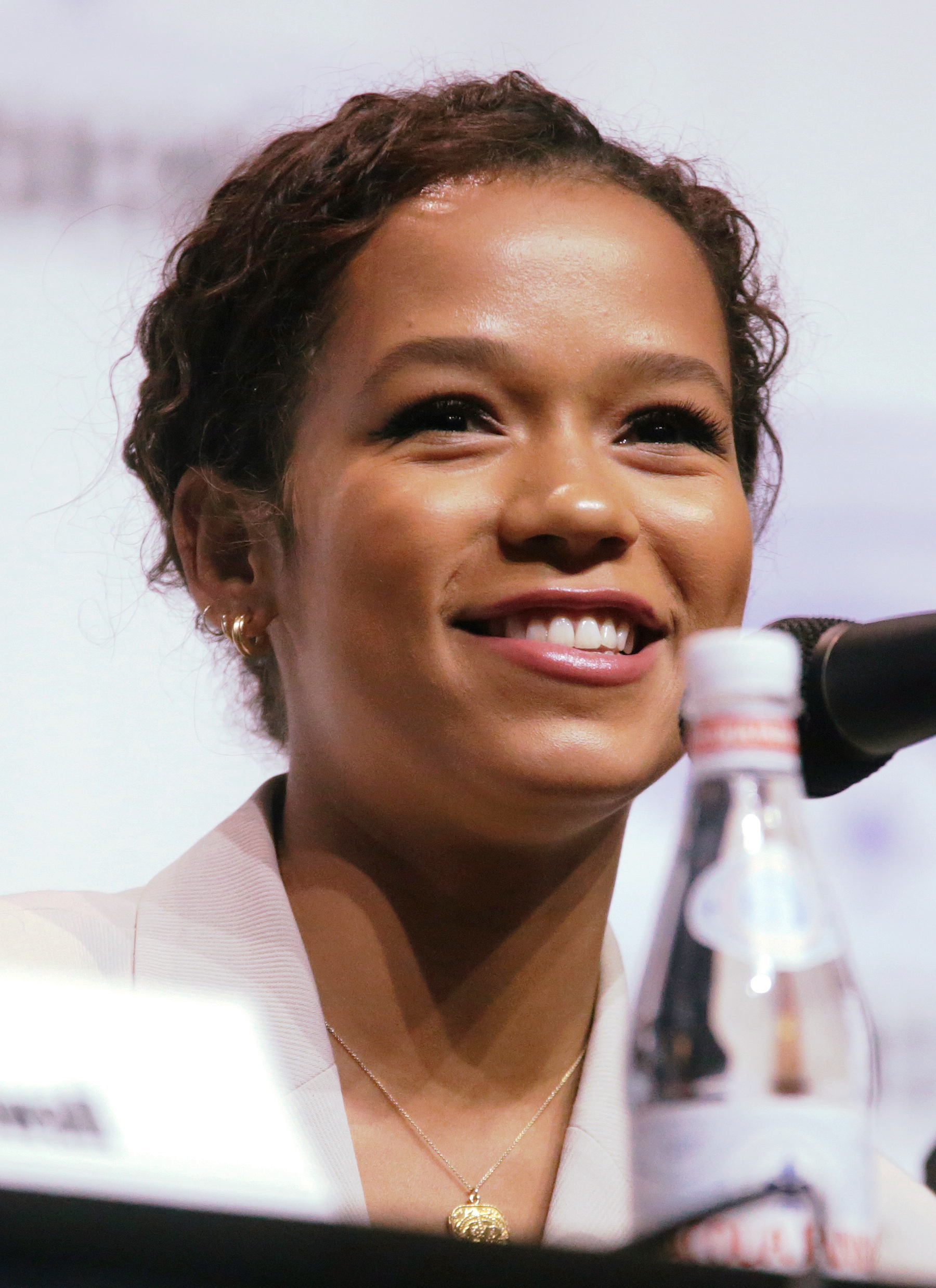
Taylor Russell, una de las protagonistas de la película.

- Taylor Russell como Zoey Davis[2]
- Logan Miller como Ben Miller[2]
- Thomas Cocquerel[3] como Nathan[4]
- Holland Roden[3] como Rachel Ellis[4]
- Indya Moore[3] como Brianna Collier[4]
- Isabelle Fuhrman como Claire[5]
- Carlito Olivero como Theo

## Producción
En febrero de 2019, se anunció que una secuela de Escape Room estaba en desarrollo, con Adam Robitel como director junto con el guionista Bragi F. Schut y el productor Neal H. Moritz. En octubre de 2019, Collider informó que Isabelle Fuhrman se había unido al elenco, junto a Russell y Miller.   Más tarde, ese mismo mes, Holland Roden, Thomas Cocquerel, Indya Moore y Carlito Olivero también se unieron al elenco.

## Estreno
La película estaba originalmente programada para ser estrenada el 17 de abril de 2020. Su fecha de estreno fue posteriormente modificada varias veces, y en mayo de 2020, estaba programada para ser estrenada el 1 de enero de 2021. En octubre de 2020, Sony trasladó la película a más adelante en 2021. En enero de 2021, se anunció que la fecha de estreno de la película se retrasaría nuevamente, hasta el 7 de enero de 2022.
La película se trasladó posteriormente al 16 de julio de 2021. La película se estrenó por primera vez en Australia el 1 de julio de 2021.

### Versión digital
La película se lanzó digitalmente el 21 de septiembre y en Blu-ray y DVD el 16 de octubre. Ambas ediciones incluyen el corte original de la secuela, que dura 88 minutos, así como el corte extendido de 96 minutos. Las escenas adicionales incluyen un “principio y final alternos revelando por primera vez quién está detrás de la Corporación Minos.“

## Recepción
Escape Room: Tournament of Champions recibió reseñas mixtas de parte de la crítica y de la audiencia. En el sitio web especializado Rotten Tomatoes, la película posee una aprobación de 51%, basada en 79 reseñas, con una calificación de 5.4/10 y un consenso crítico que dice: «Escape Room: Tournament of Champions puede atraer a los fanáticos del original que esperaban una secuela, pero sus reglas cada vez más complicadas se suman a una noche de juegos muy desagradable.» De parte de la audiencia tiene una aprobación de 61%, basada en más de 1000 votos, con una calificación de 3.6/5.
El sitio web Metacritic le dio a la película una puntuación de 48 de 100, basada en 16 reseñas, indicando "reseñas mixtas o promedio". Las audiencias encuestadas por CinemaScore le dieron a la película una "B" en una escala de A+ a F, mientras que en el sitio IMDb los usuarios le asignaron una calificación de 5.7/10, sobre la base de 46 025 votos. En la página web FilmAffinity la cinta tiene una calificación de 5.1/10, basada en 3647 votos.